# Burg Takatō
Die Burg Takatō (japanisch 高遠城, Takatō-jō) befindet sich in der japanischen Stadt Ina (Präfektur Nagano). In der Edo-Zeit residierten dort zuletzt ein Zweig der Naitō als kleinere Fudai-Daimyō.

## Burgherren in der Edo-Zeit
- Ab 1600 Hoshina Masamitsu mit einem Einkommen von 25.000 Koku.
- Ab 1631 Torii mit 30.000 Koku.
- Ab 1691 ein Zweig der Naitō mit 33.000 Koku.

## Geschichte

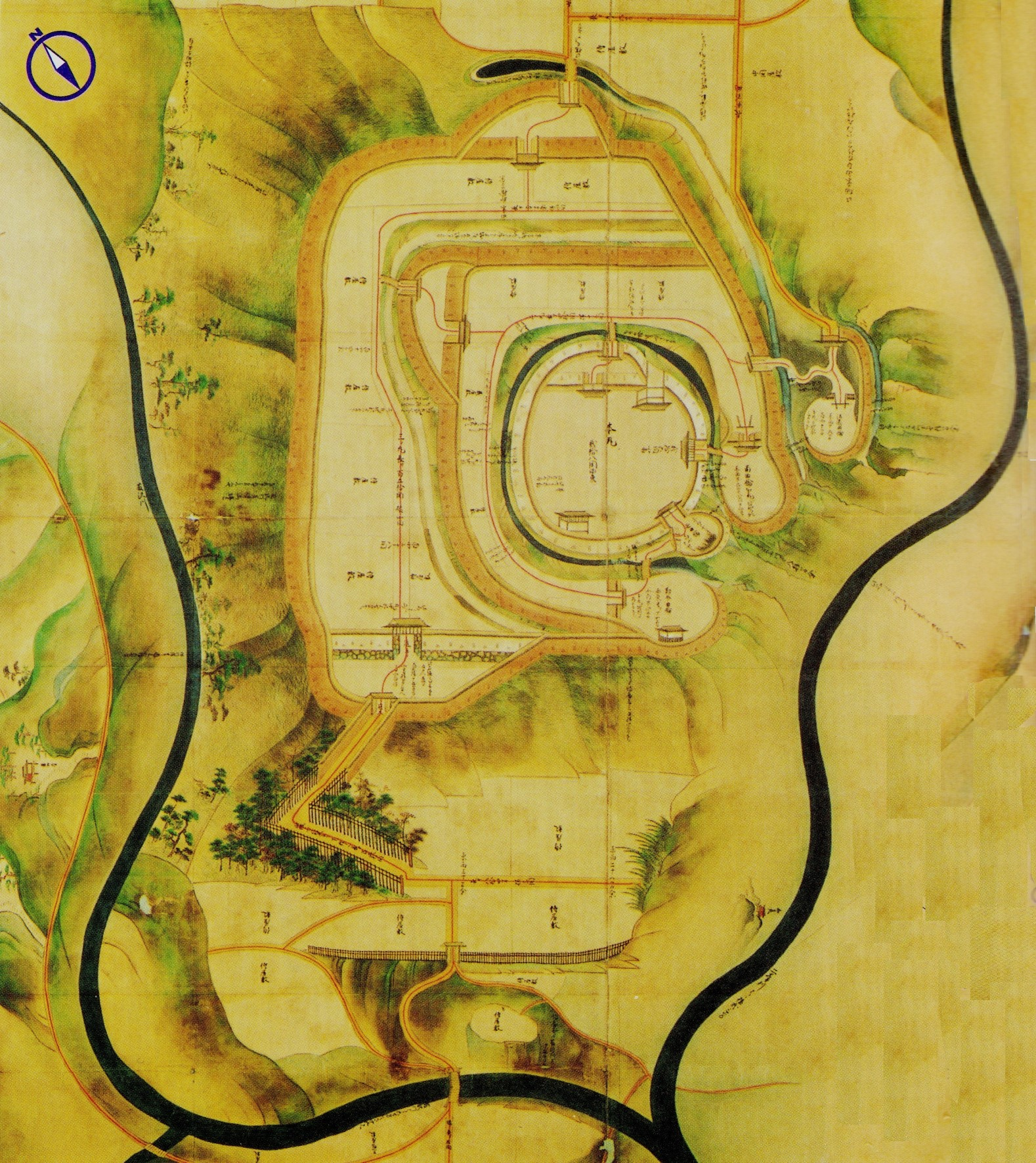
Alter Plan der Burg

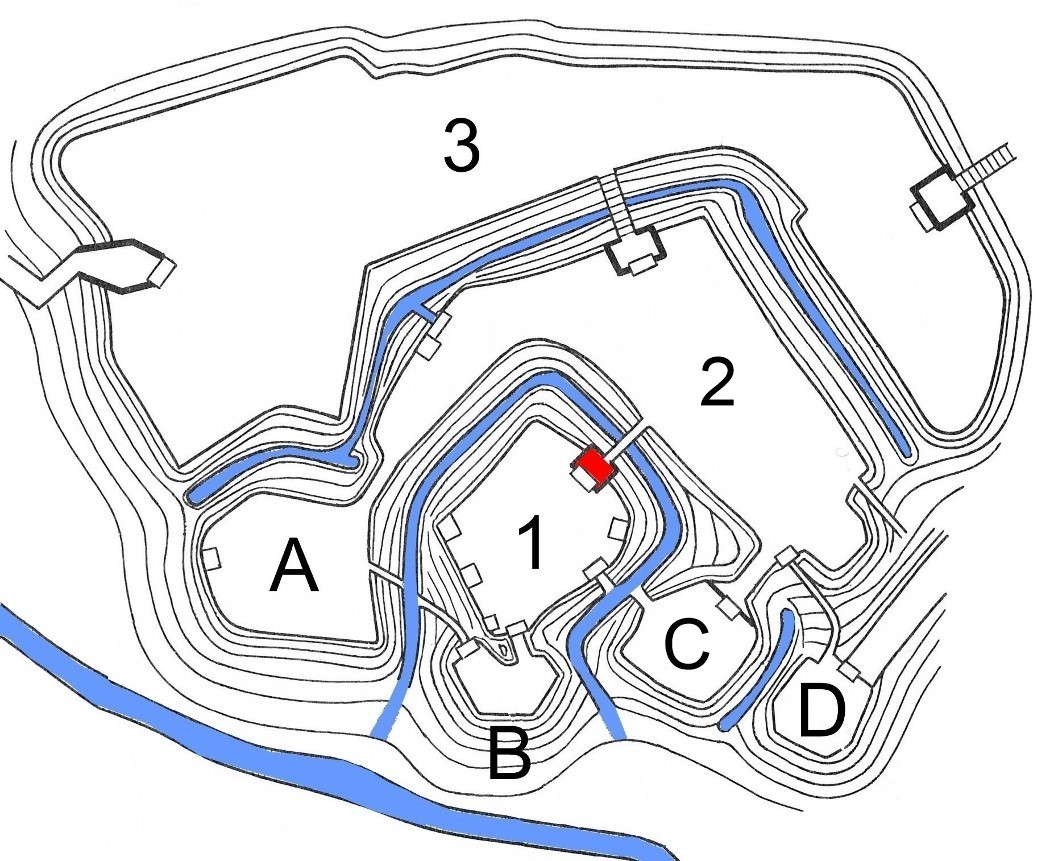
Alter Plan der Burg
Rot: Burgtor zum Hommaru

Es ist unbekannt, wer die Burg Takatō angelegt hat. Die gegenwärtige Burg dürfte ihre Gestalt unter Takeda Shingen erhalten haben. In der Edo-Zeit waren dann nach den Hoshina und Torii die Naitō Burgherren bis zur Meiji-Restauration 1869.

## Die Anlage
Die Burg wurde auf einer Anhöhe über dem Zusammenfluss des Mibugawa (三峰川) und des Fujizawa-gawa (藤澤川) angelegt mit Blick auf die Straße, die das Gebiet des Flusses Tenryū mit der Suwa-Gegend (諏訪方面) verbindet. Auf der ebenen Anhöhe wurden zum Schutz der Burg tiefe Gräben und Steinwälle in mehreren Ringen angelegt, zudem auch Erdwälle aufgeschüttet. So wurde der innerste Burgbezirk, das Hommaru [1], von Nordwest bis Nordost durch den zweiten und dritten Burgbezirk (Ni-no-maru [2] und San-no-maru [3]) geschützt, von Südwest bis Südost durch die Bastionen Suwa-kuruwa (諏訪曲輪) [A], Sasa-kuruwa (笹曲輪) [B],  Minami-kuruwa (南曲輪) [C] und Hōdōji-kuruwa (法幢寺曲輪) [D]. Die meisten Tore waren kastenförmig mit ein Kōrai-Tor außen und einem Yagura-Tor innen. Diese Burganlage ist typisch für Takeda Shingens Burgen.
Heute sind die Erdwälle nur noch teilweise zu sehen. Vergleichsweise gut erhalten  ist das Ni-no-maru. Im San-no-maru ist die Han-Schule Shintokukan (進徳館) und eine in diesen Bereich versetztes Burgtor. Nach Abriss der meisten Gebäude setzten sich ehemalige Samurai und Bürger dafür ein, dass die Burganlage öffentlicher Park wurde. Landesweit bekanntes Symbol der Burg ist die Brücke und das Burgtor zum Hommaru, die von prächtig blühenden Kirschbäumen umgeben sind.

## Hinweise
1. ↑  Architektur-Hinweis "Tore"
2. ↑  Massives Burgtor.